# 香里団地

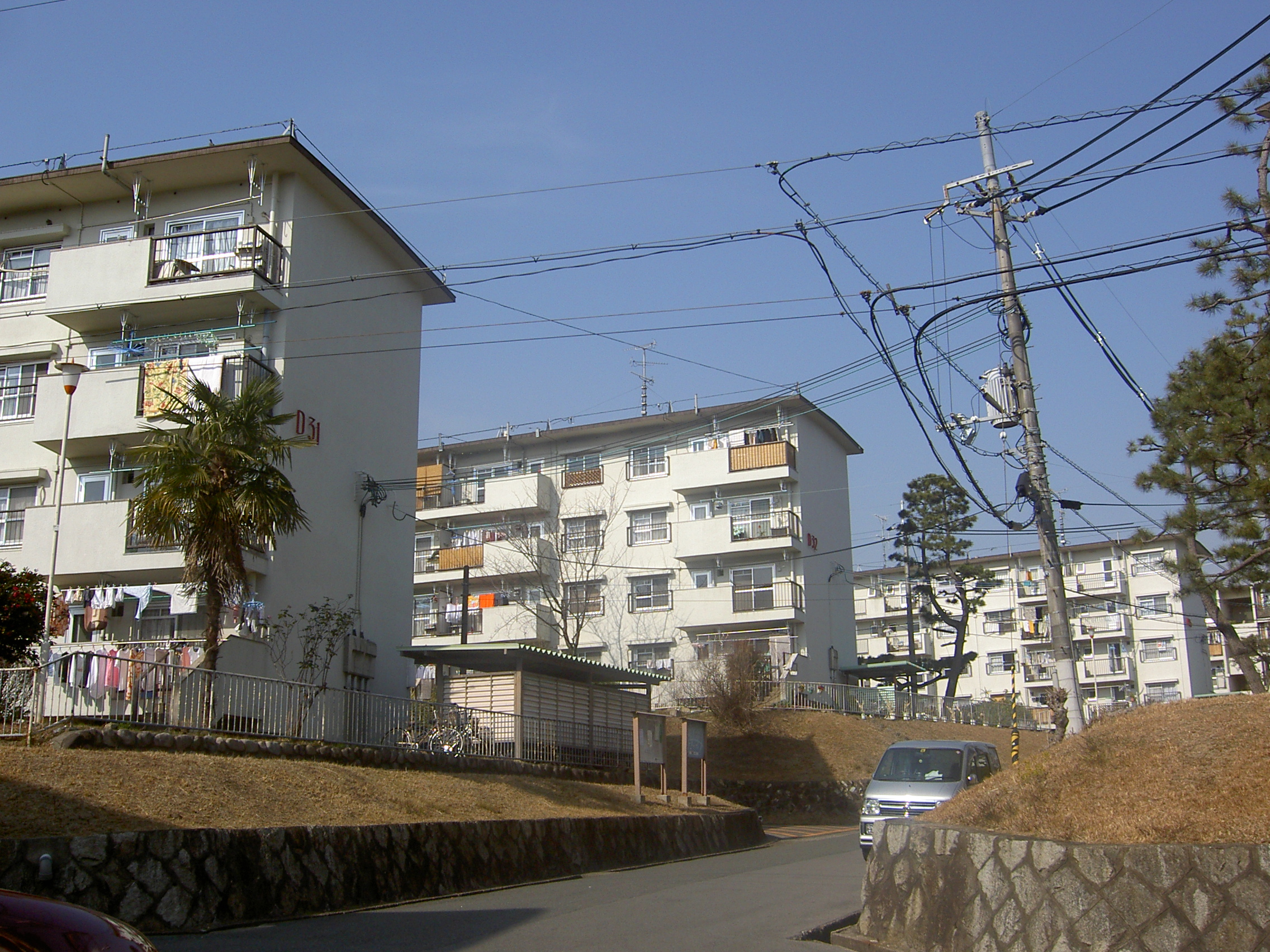
香里団地完成当初の集合住宅が並ぶ景色

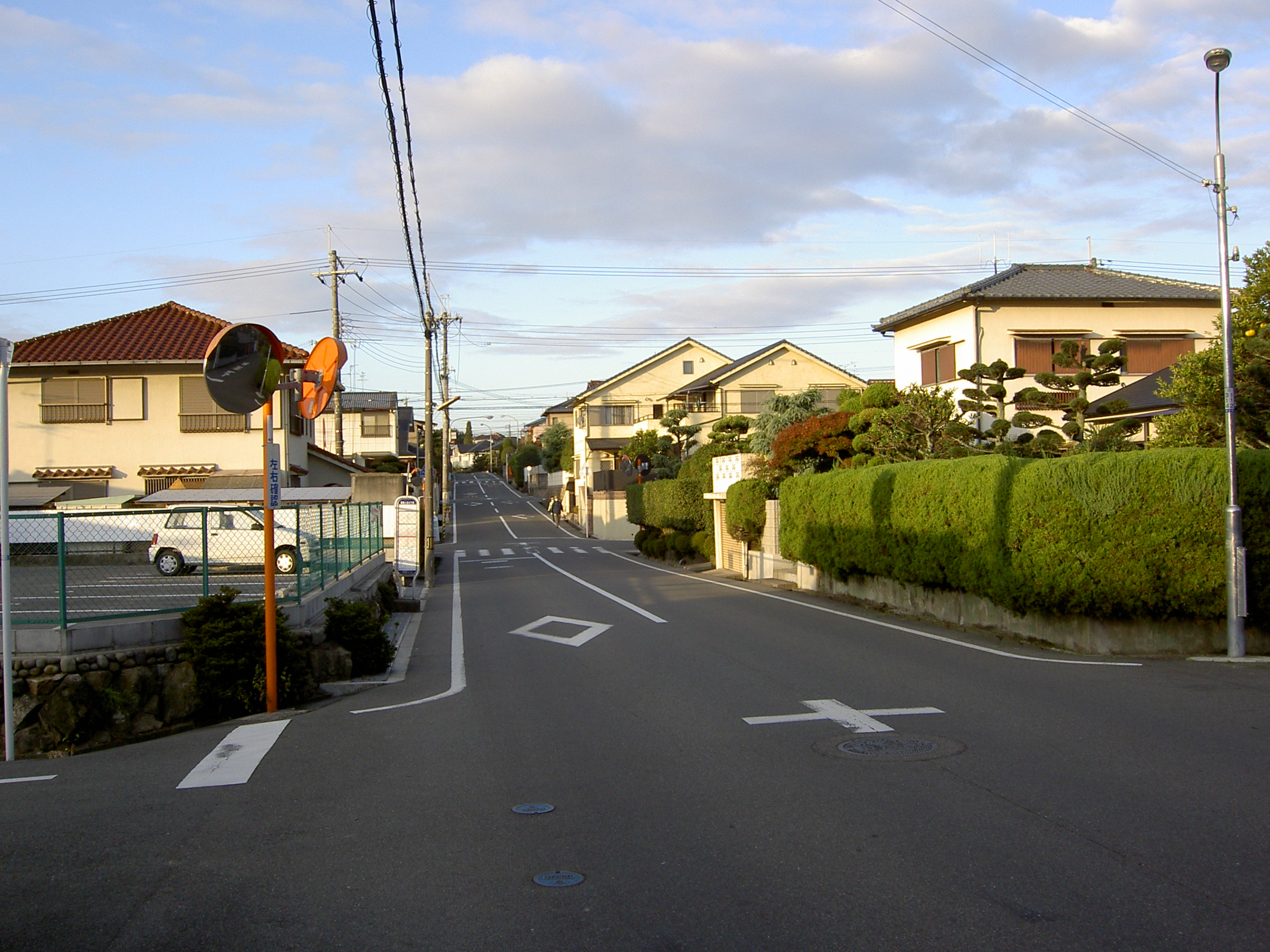
戸建住宅の分譲地として開発された地域

香里団地（こうりだんち）は、都市再生機構が運営する大阪府枚方市香里ヶ丘にある住宅団地である。日本住宅公団が開発した郊外型大規模住宅団地の先駆けであり、1958年に入居が開始された。完成当初の建築物の老朽化および生活様式の変化に対応するため、1998年から建て替えが実施されている。

## 概要
土地区画整理法に基づく土地区画整理事業として、日本住宅公団が旧東京第二陸軍造兵廠香里製造所跡に開発した。
- 施行面積: 1,552,153m2（集合住宅48ha、戸建住宅50ha、公共用地39ha、公益用地18ha）
- 計画人口: 22,000人
- 計画戸数: 5,850戸

賃貸の集合住宅と分譲の戸建住宅が建てられた。完成当時は香里ニュータウンとも称され、八千代台団地（千葉県八千代市、1957年）、常盤平団地（千葉県松戸市、1959年）上野台団地、霞ヶ丘団地（以上埼玉県ふじみ野市、1959年）、松原団地（埼玉県草加市、1963年）、男山団地（京都府八幡市、1972年）、高島平団地（東京都板橋区、1972年）などと共に「東洋一のマンモス団地」と呼ばれた。
完成当時は香里団地の規模の大きさが世界各国で話題となり、日本国内の有識者や日本国外からの視察者もバスで来訪していたこともあった。

## 建築と設計

### 基本設計
日本住宅公団が手掛ける関西で初めての大規模住宅開発に際して、住宅計画の研究で有名であった京都大学工学部の西山夘三研究室に基本計画が委託された。西山研究室が提案した基本計画は、野外劇場や市民劇場などを設ける斬新なものであったが、その一部は実際の設計に生かされているという。
当初の集合住宅は1DK（単身者向け）、2K、2DK（新婚夫婦向け）、3DK、4K（家族向け）の間取りが有り、3階建て、5階建ての中層棟が多かった。2DKが主で広くはなかったが、水洗トイレ、ガス風呂、ダイニングキッチンなどが生機能的に配置されていた。
フラット型と呼ばれる一般的な直方体をした棟については階段室型と片廊下型が用意され、片廊下型では1階部分にピロティが設けられた棟も有った。ポイントハウス型と呼ばれる塔状の棟は、3方向に住居を設ける星型棟が用意された。2階建てで庭が用意されたテラスハウスや、商店街には店舗付き住宅が用意され、後にツインコリダー型10階建ての高層棟も建てられた。
多くの棟は広い敷地に余裕を持って配置された。一つの区画に向かい合うように建てられ、棟と棟に挟まれた場所に設けられた広場や児童公園が、住民の地域社会を育てるように考えられた。
公園が計画的に設置され、核となる香里ヶ丘中央公園、自然の雑木林が残された香里ヶ丘南公園、重森三玲設計の日本庭園である以楽苑など、大小様々な公園が設けられている。
市役所の支所、公設市場、診療所、郵便局、駐在所が開設された。中央部に位置する新香里交差点付近には、核店舗としてスーパーマーケット大丸ピーコックの第一号店である香里店を擁する商店街、母子像と泉を中心に据えたロータリー状のバスターミナルが設けられた。

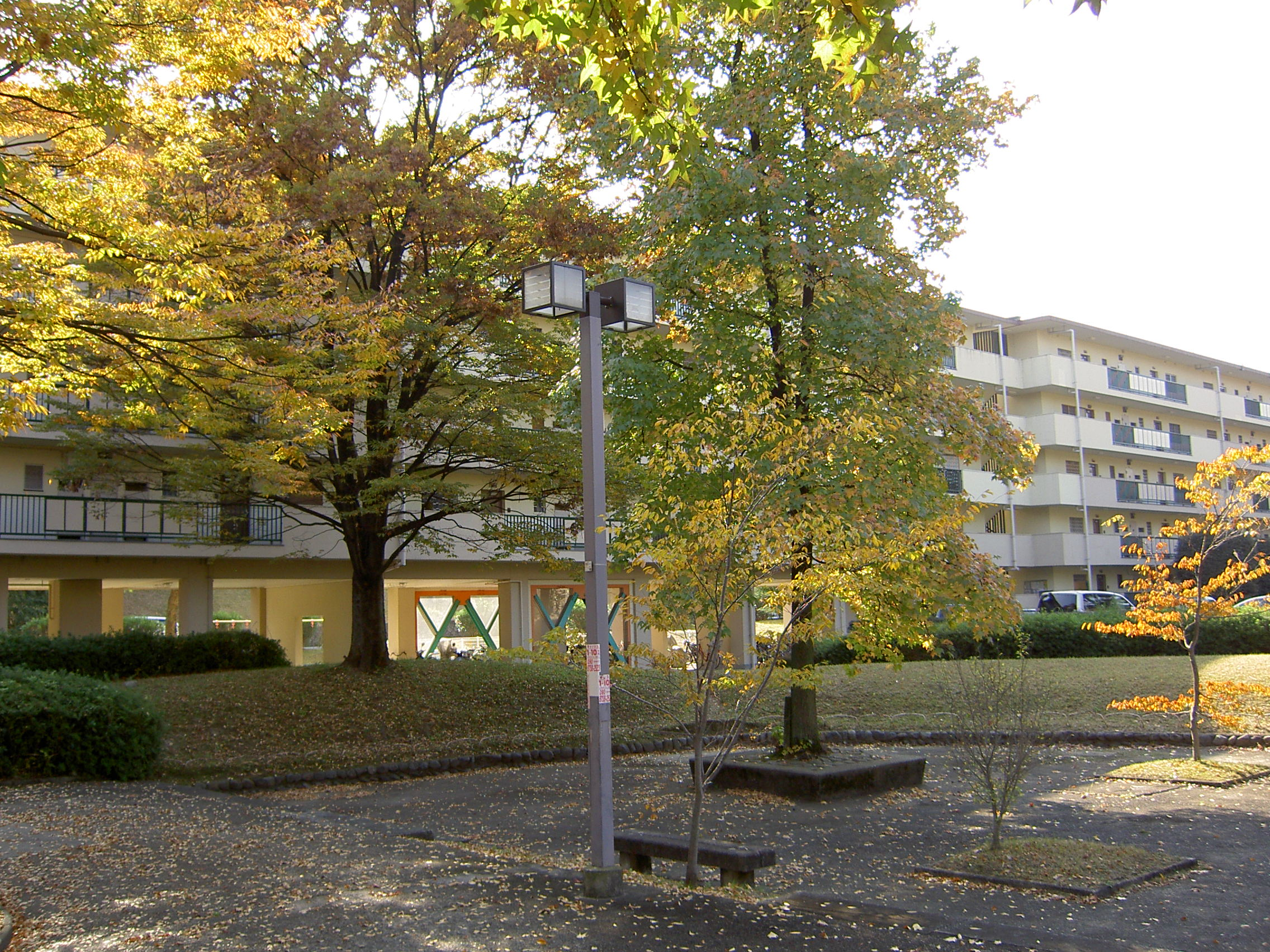
ピロティが設けられたD51棟
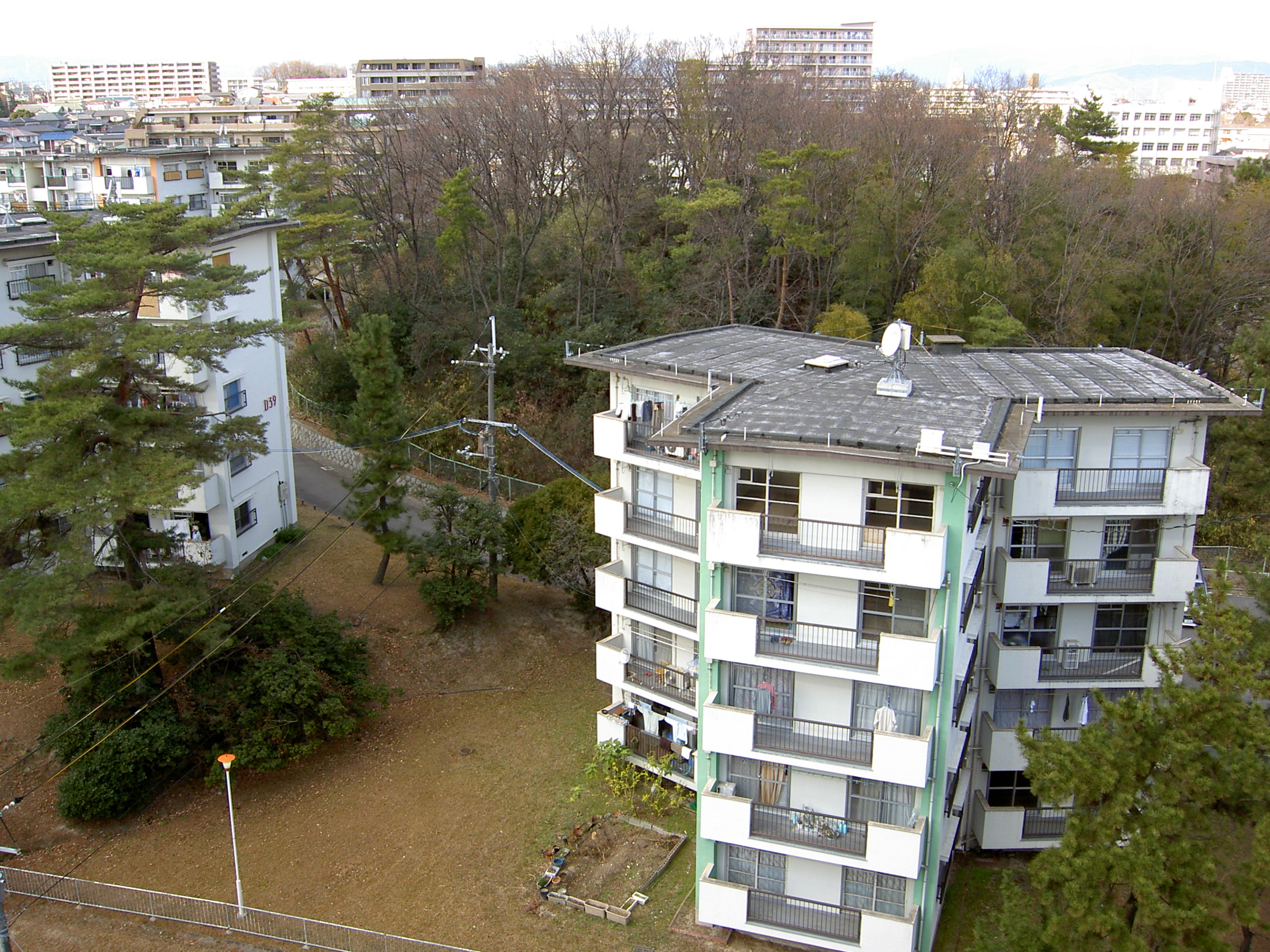
星型棟であるD40棟（手前）とD39棟
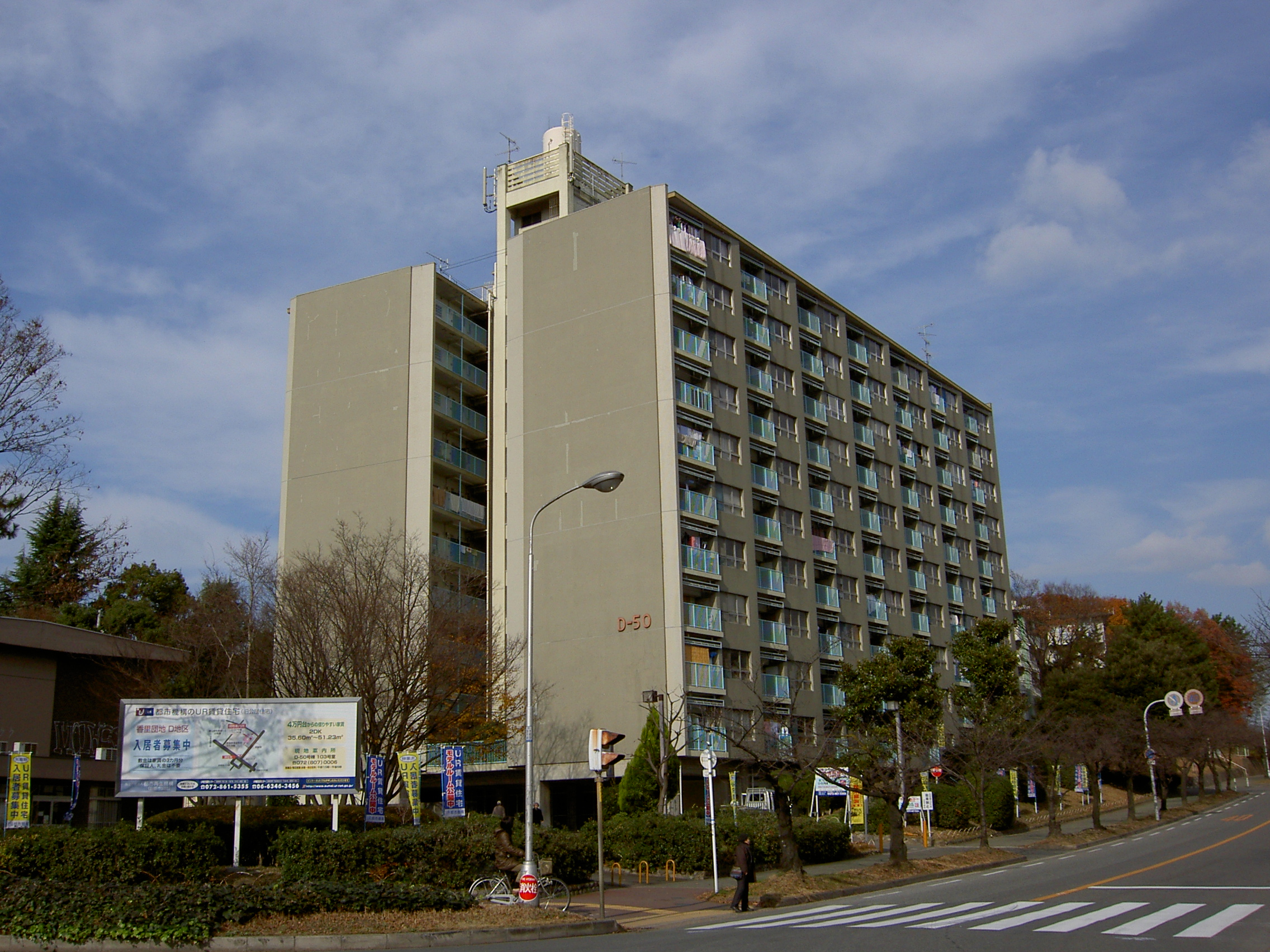
高層棟であるD50棟
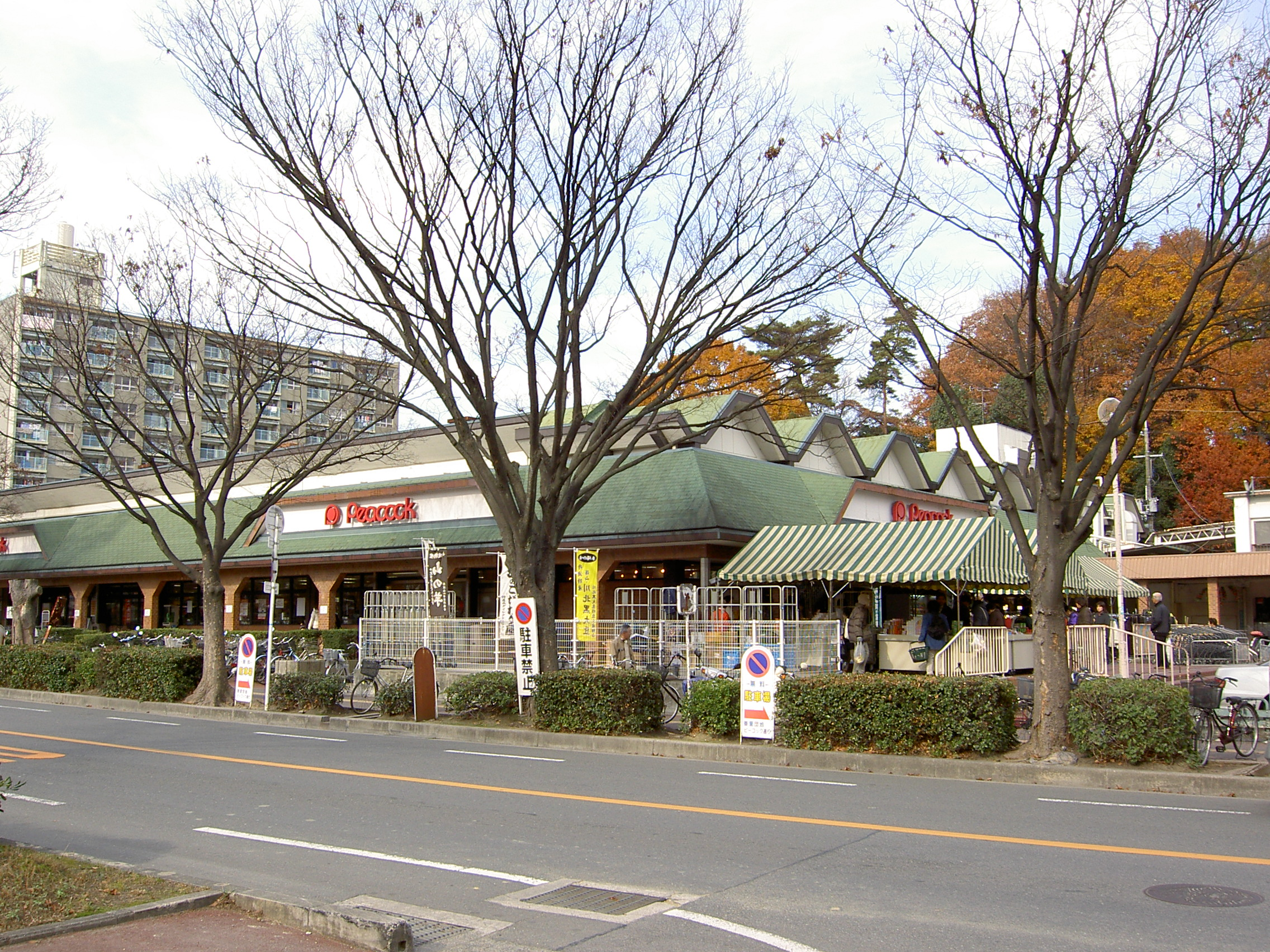
大丸ピーコック香里店

### 植栽
幹線道路には街路樹が植えられた。新香里中央線には270本のケヤキ、中振交野線には160本の公孫樹、枚方新香里線には150本のソメイヨシノ、またトウカエデ、夾竹桃、枝垂柳といった木々が、完成後40年を経て大きく成長している。その景観が認められ、枚方八景「香里団地の並木」、枚方市愛称道路「けやき通り」「いちょう通り」に名を連ねている。

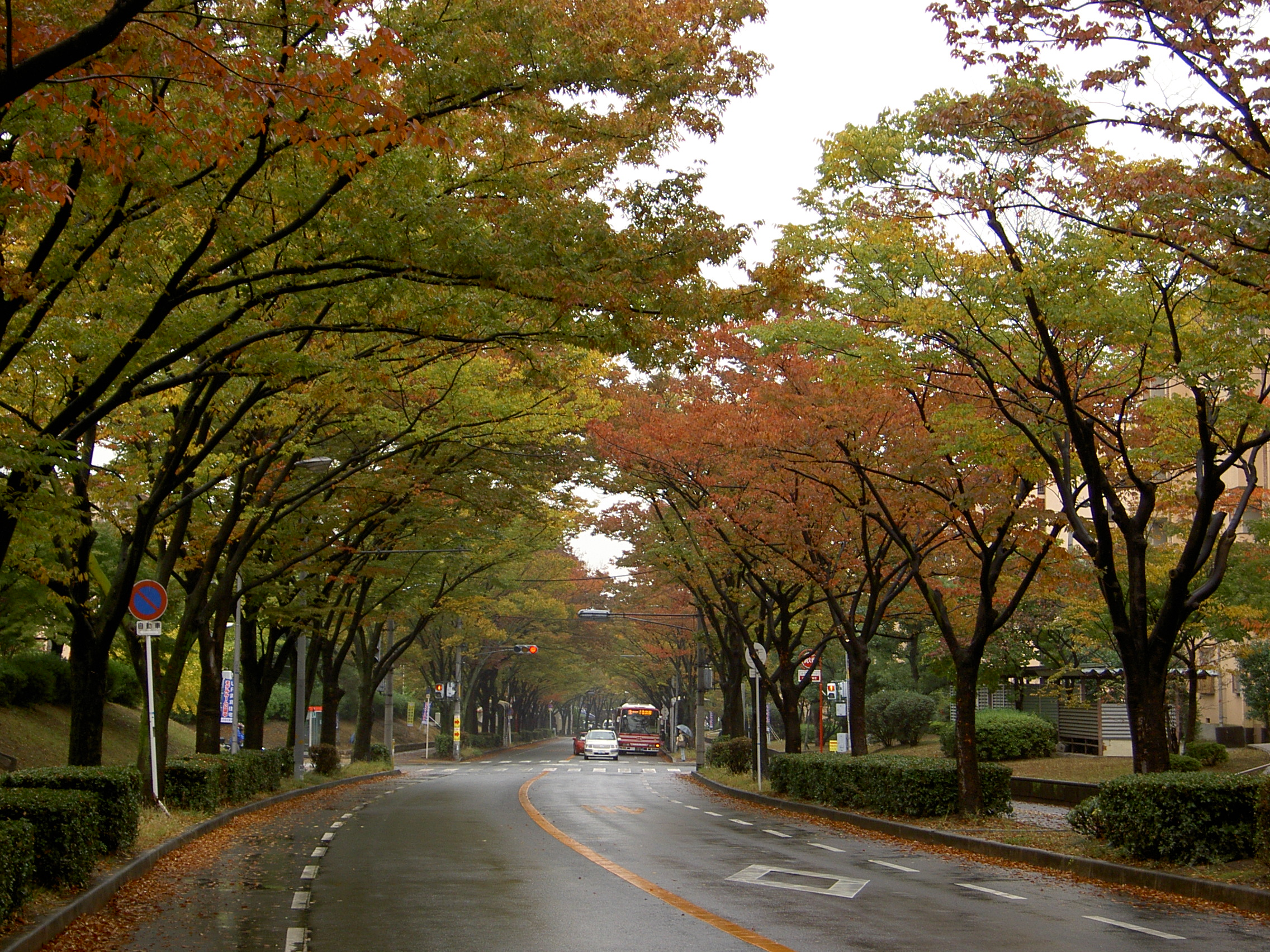
愛称道路「けやき通り」
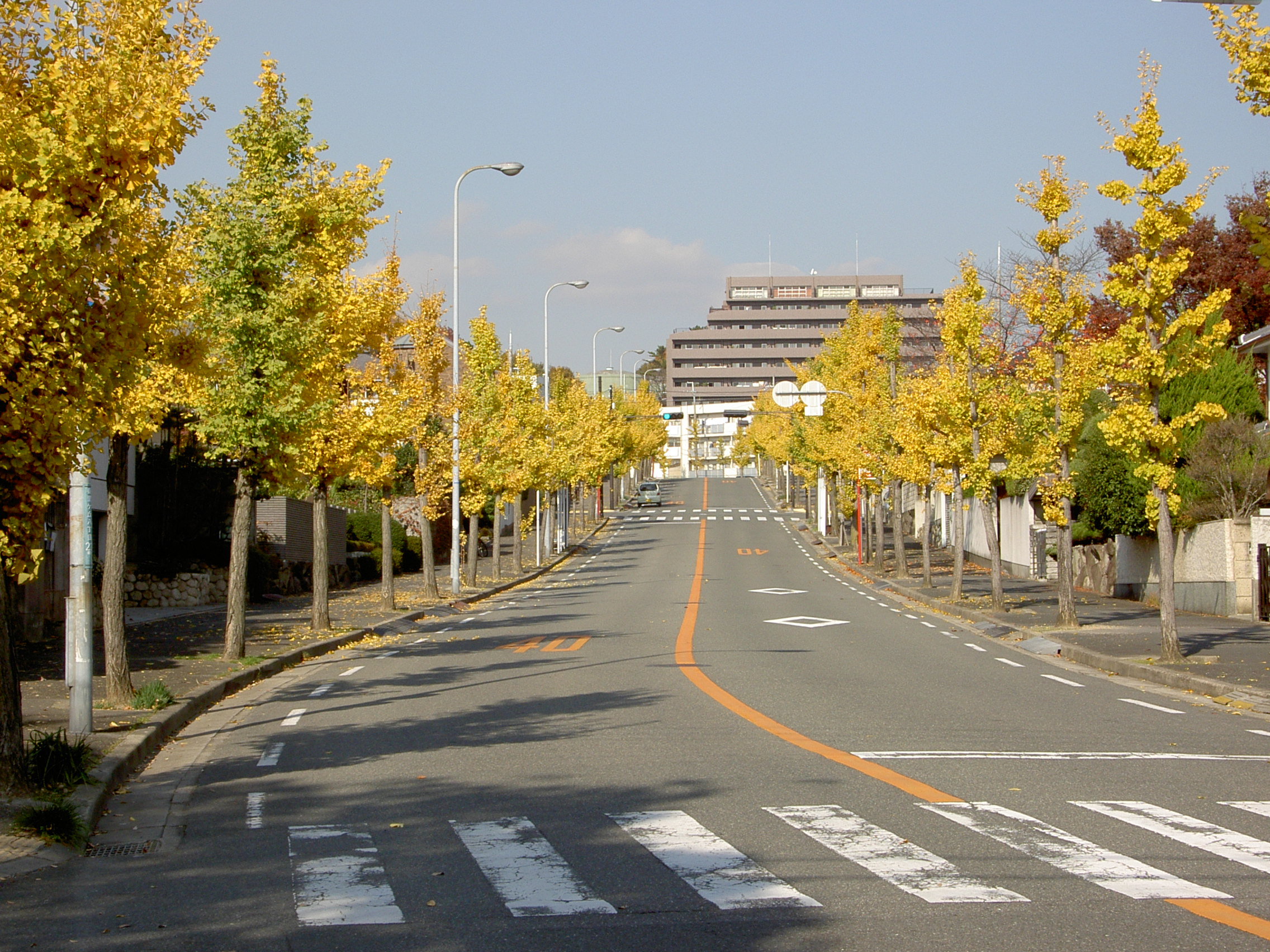
愛称道路「いちょう通り」
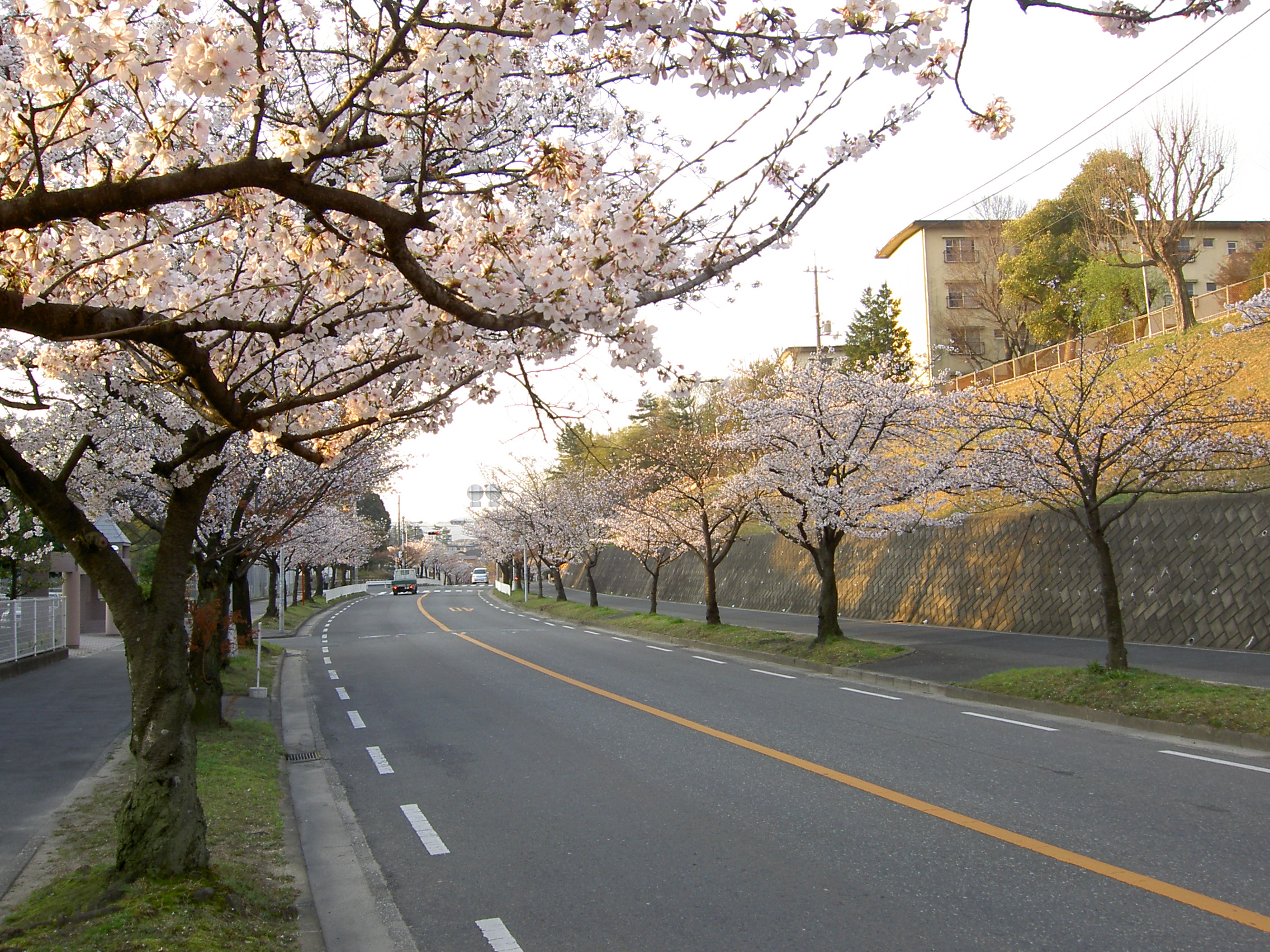
枚方新香里線の桜並木
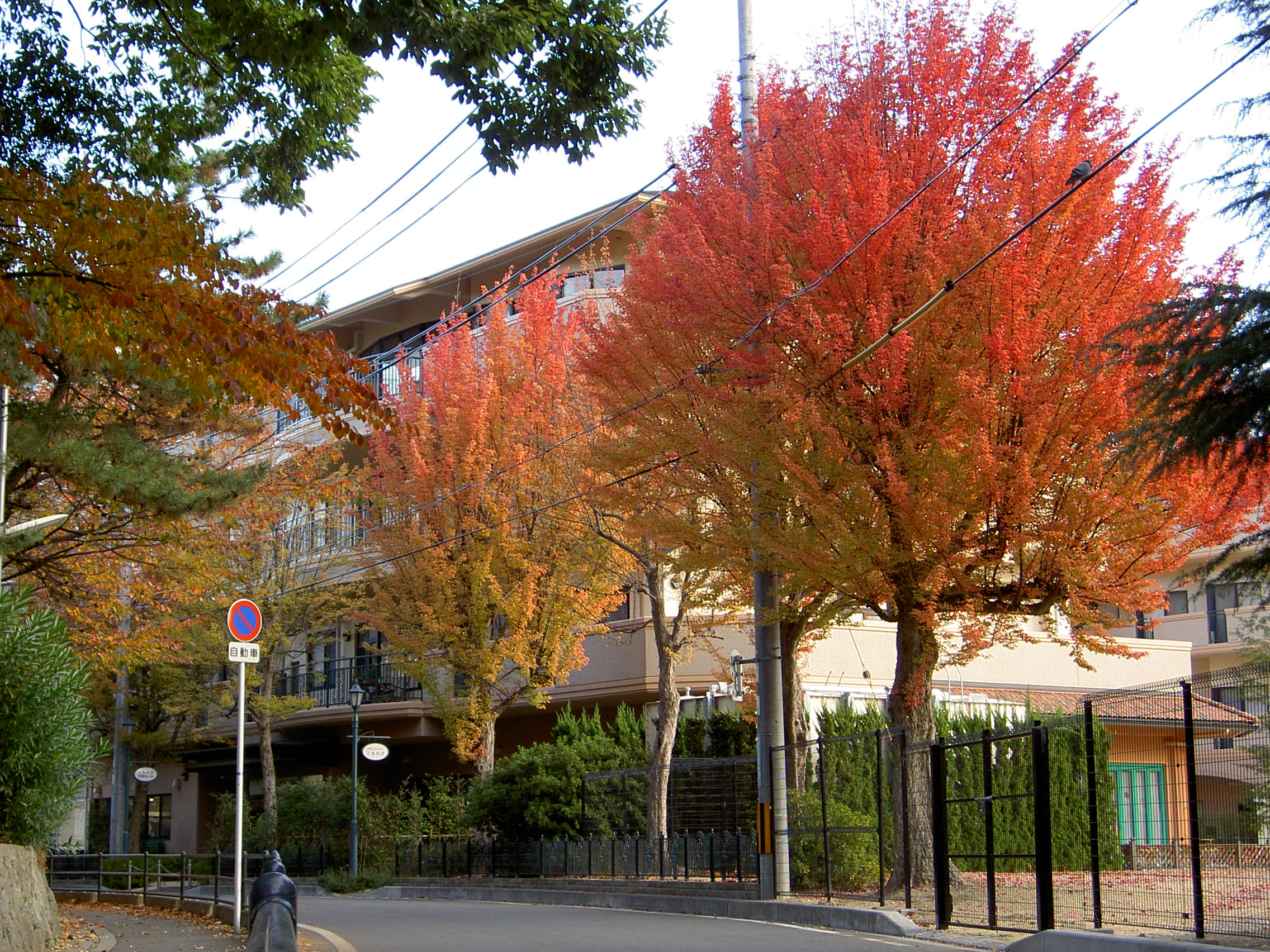
開成小学校東側のトウカエデ並木

### 水道
また枚方市における公共下水道発祥の地である。1993年には香里中央雨水幹線を暗渠化し、その上に噴水や水路、遊歩道を設けた香里こもれび水路が整備された。香里こもれび水路は「出合いのプロムナード香里こもれび水路」で、平成５年度手づくり郷土賞（出会いを演出する街角）を受賞している。

### 老朽化と建て替え
その一方で、設計の古さに起因する問題も生じている。
中層棟には当初ダストシュートが設置されていたが、落下地点でゴミが散乱するという衛生上の問題により廃止された。1棟だけ有る高層棟以外はエレベータは設置されていなかったため、中層棟の上階の住民は階段の上り下りを強いられる事になった。
住民の足は主として公共交通によるものと考えられていたため、戸数に対して駐車場が少なかった。そのため完成後の自家用車の普及により駐車場が慢性的に不足した。1980年代には駐車場の空きを待つ待機者が常に十数名以上という事も珍しくなく、待機状態は駐車場を借りていた入居者が転出するまで何年にも渡った。これは商店街においても同様であり、来客用駐車場は殆ど用意されていなかった。
そのため、団地内の道路は日常的に住民と来客の路上駐車が並ぶ事になっていた。
団地内の駐車場は全て道路に面した平面に自動車を並べる構造となっていた。幸い敷地に余裕が有ったため、子供の遊び場などを避ける形で新たに駐車場を増やしていた。1980年代には児童公園も駐車場にされたが、駐車場不足を解消するには至らなかった。この状態は建て替え事業の準備のために、計画的に空家を増やすまで続く事となった。
このような生活様式の変化および当初の建築物の老朽化に対応するため、1998年から建て替えが実施されている。
建て替え事業により対象地域の一部は民間企業に譲渡され、分譲住宅として集合住宅や戸建住宅が販売されている。

## 戦争遺跡
香里製造所当時の建築物として、収函室（香里ヶ丘診療所）、第三汽缶場煙突（妙見山配水場）が現存している。化成・混和・填実室（旧枚方市役所香里ヶ丘支所）は建替え事業により2007年に、仕上室（こもれび生活館）は新しいスーパーマーケットへの建替えにより2012年2月頃にそれぞれ取り壊された。
香里製造所の敷地外縁部にあたる、観音山公園、桜公園、桑ヶ谷公園、香里ケ丘東公園には陸軍用地の標柱が一部残されている。

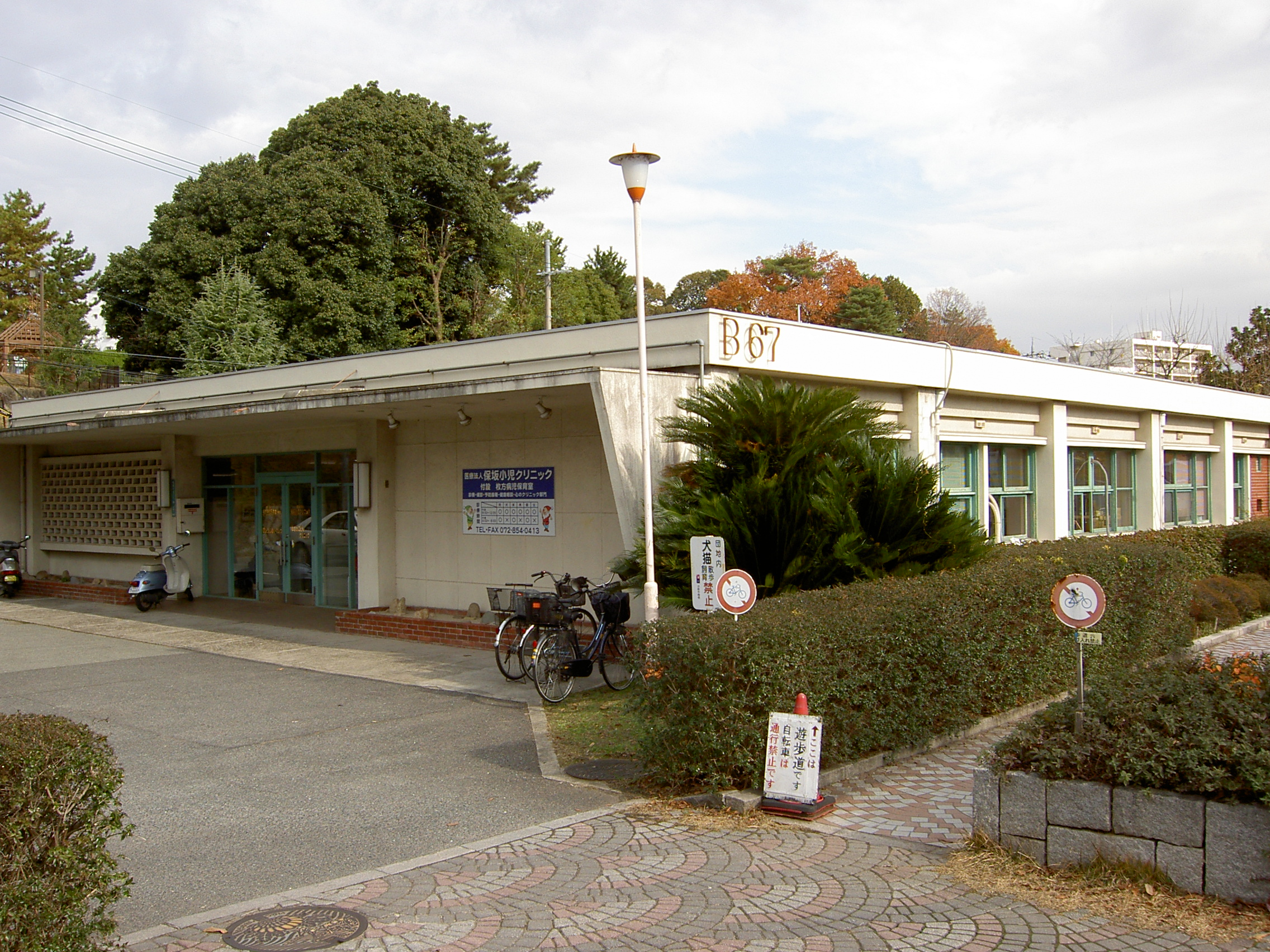
香里ヶ丘診療所（小児クリニック）
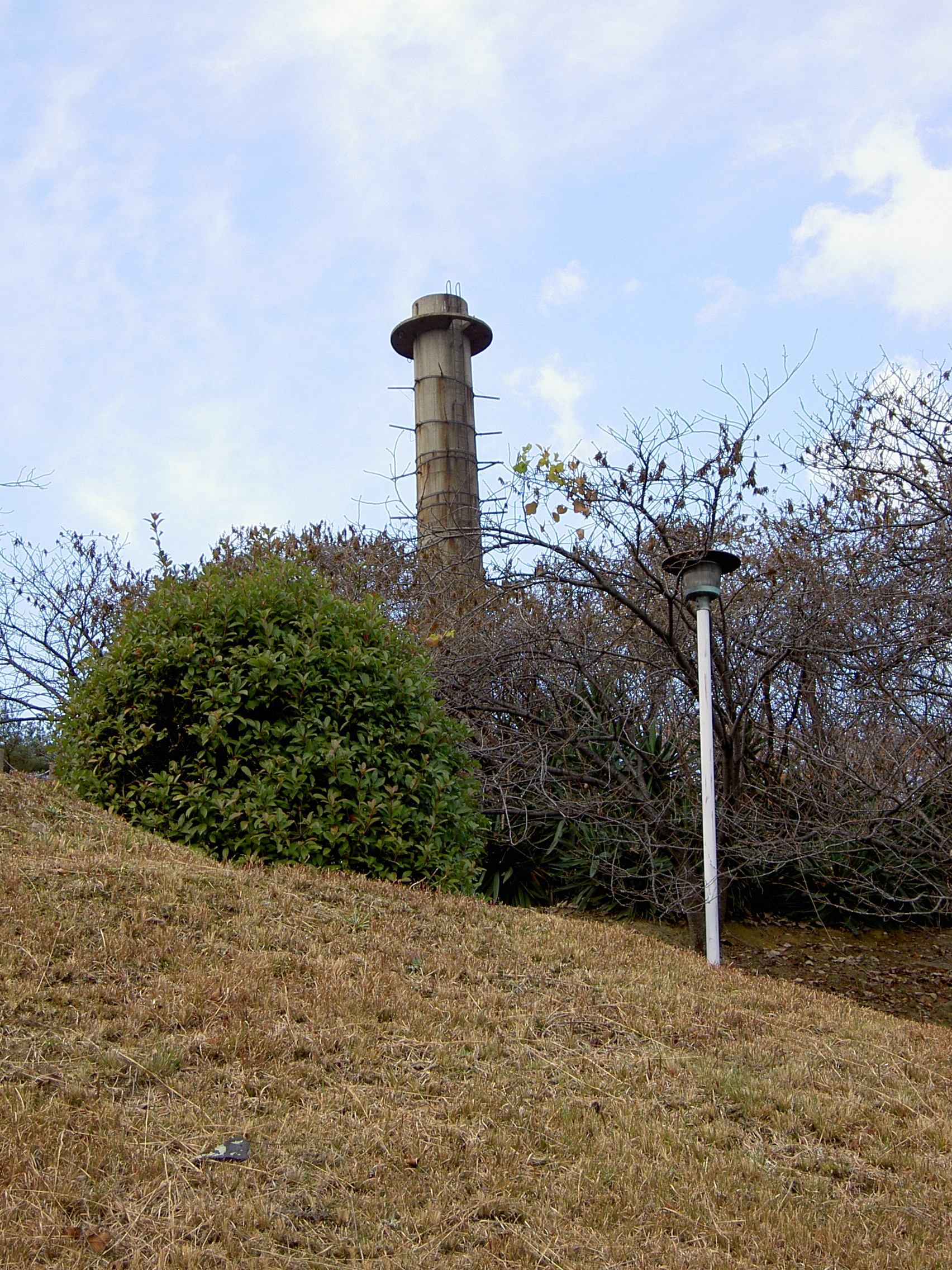
第三汽缶場跡煙突
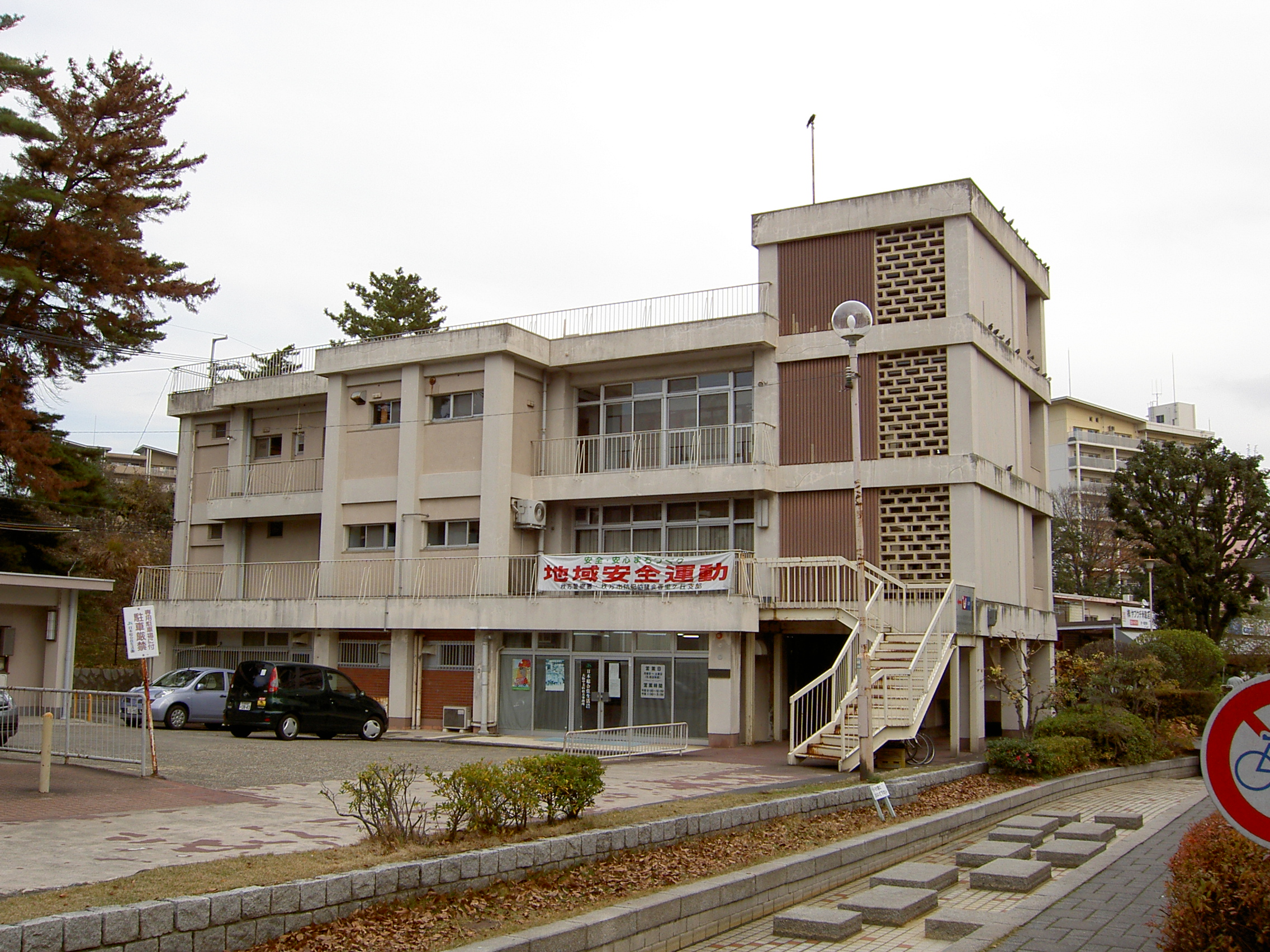
(旧)枚方市役所香里ヶ丘支所
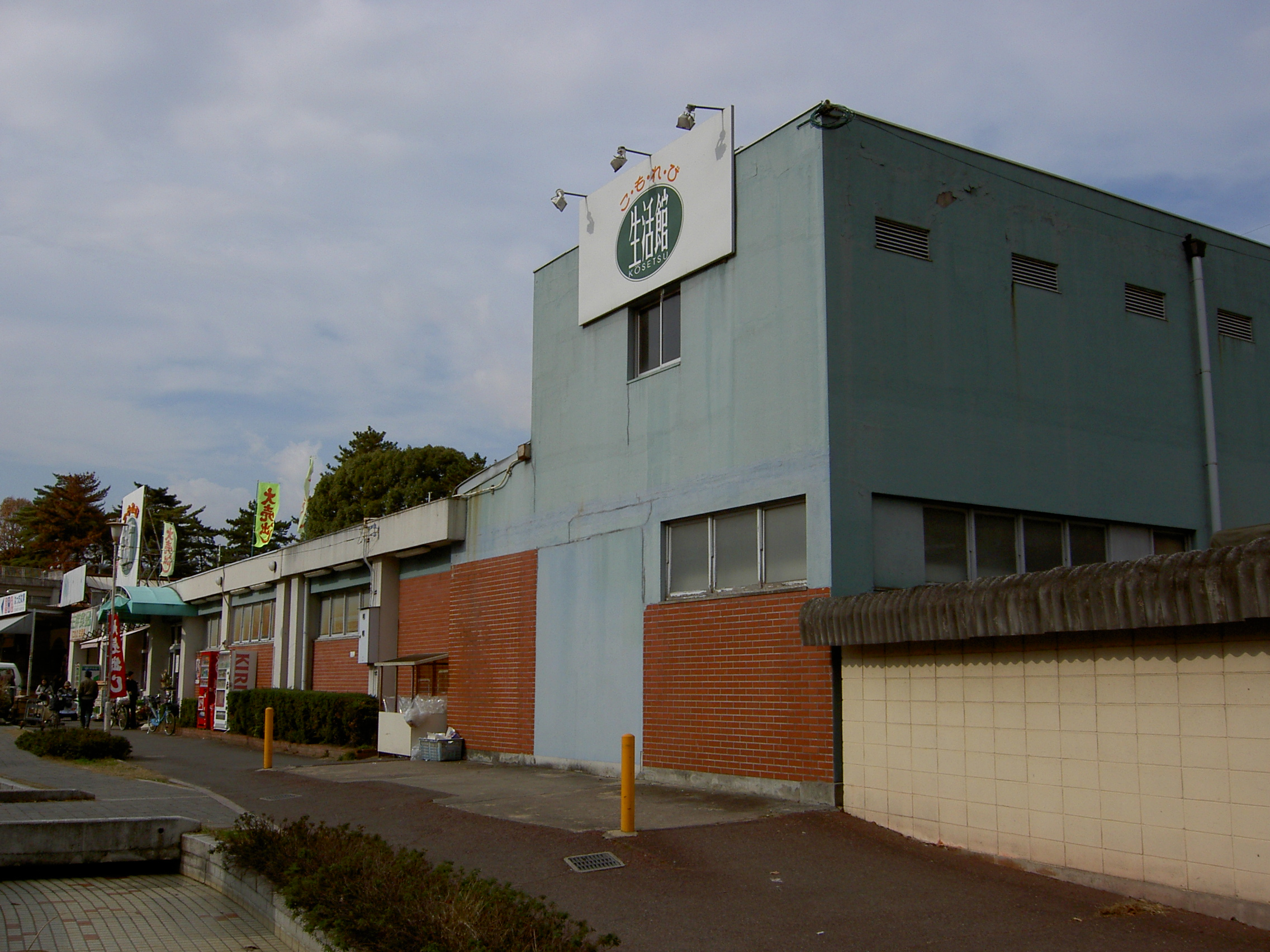
(旧)こもれび生活館
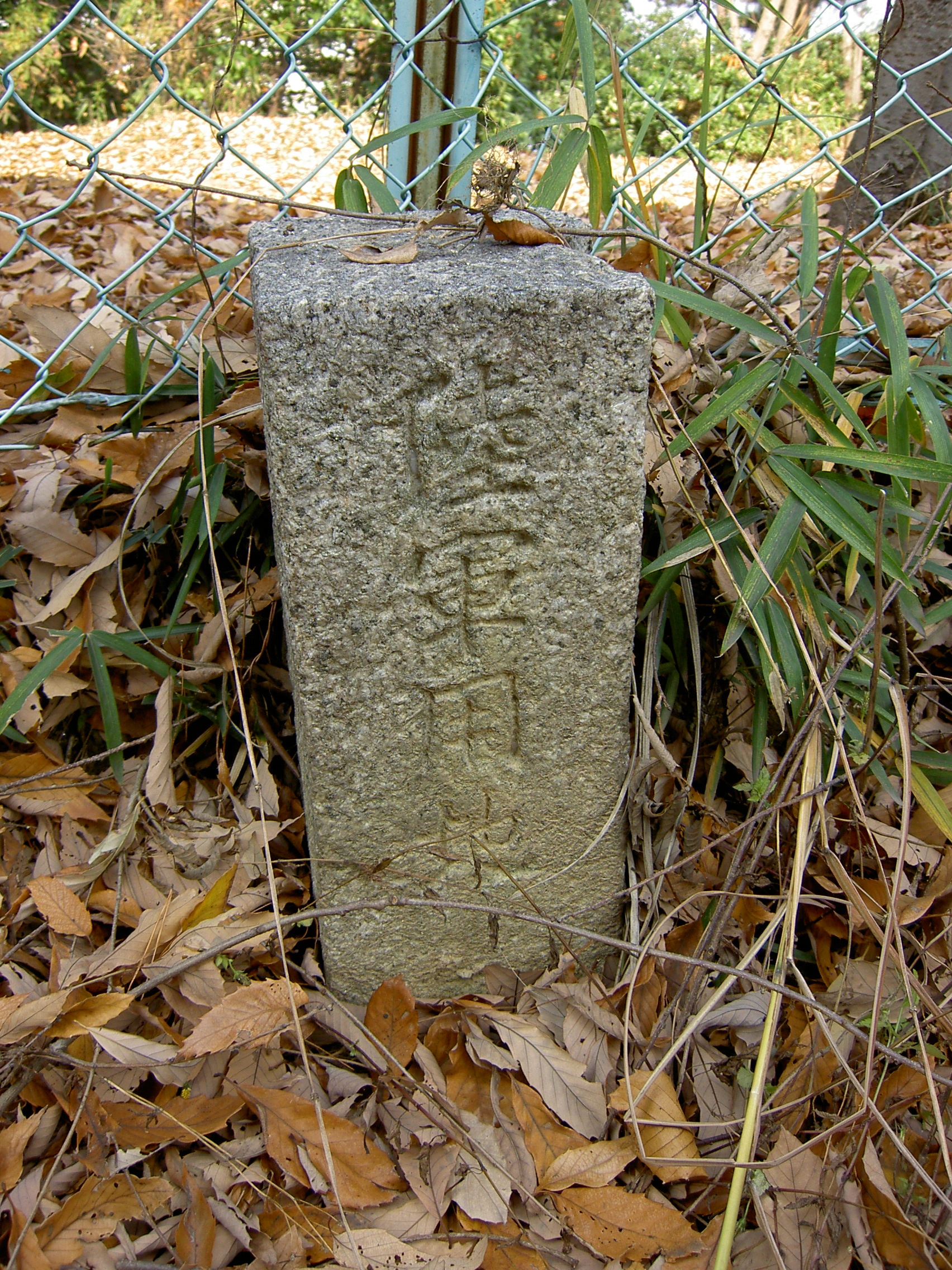
観音山公園の陸軍用地標石
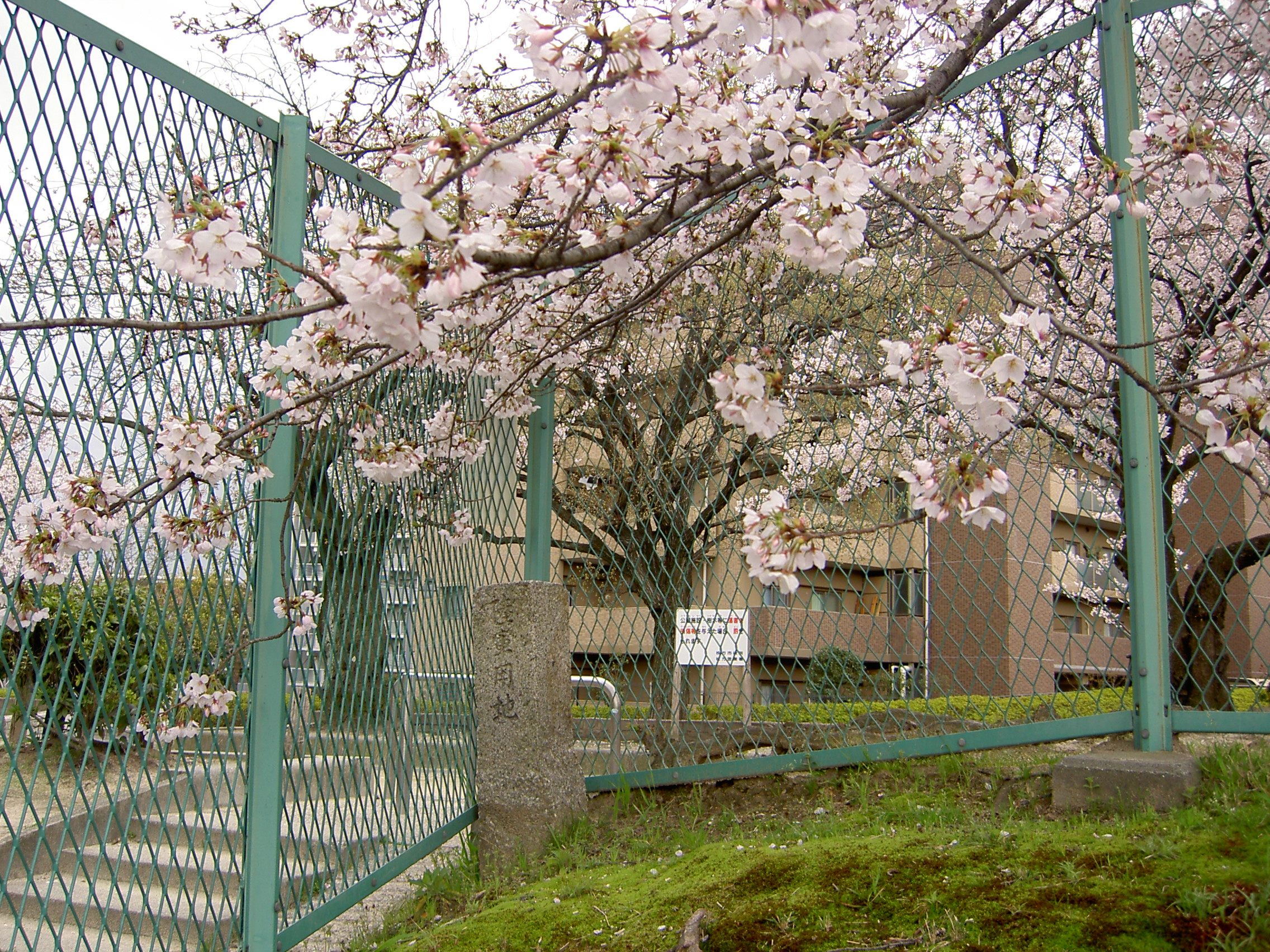
桜公園の陸軍用地標石

## 社会と生活
ダイニングキッチンに代表される公団住宅の生活は若い子育て世代の人気を呼び、枚方市が軍需工場の町からベッドタウンとして発展する契機となった。ここに入居した多田道太郎を始めとする知識人を中心として香里ヶ丘文化会議が発足した。また子育て世代の大量入居に伴い幼児保育が大きな問題として注目された事を契機として、住民が主体的に生活環境を向上させる機運に繋がった。これが後に全国初の零歳時保育を実施する香里団地保育所の設立や、全国初の医療機関併設型病児保育室となる枚方病児保育室の設立に寄与する事となった。
集合住宅はA地区からE地区の5地区で構成され、それぞれで地区自治会が組織された。各自治会ごとに集会所が用意され、自治会や住民に利用された。
夏季には自治会主催で夏祭りが実施された。B地区の夏祭りでは1970年代まで大丸ピーコック香里店から香里ヶ丘公設市場（現こもれび生活館）まで夜店がひしめき合い、大丸ピーコック前の広場（現ピーコックストア香里ヶ丘店敷地）では盆踊りや子供向けの映画上映で賑わっていた。
なお初代大丸ピーコック前の広場には、かつて花壇や幼児用プール（夏季）が設置されていた。プールは噴水に作り変えられた後、花壇跡に設置された駐車場が拡大する形で姿を消した。
テレビアンテナは当初各戸で設置されていたが、1980年頃に共同アンテナ化。VHF6局（NHK総合、毎日放送、朝日放送、関西テレビ、読売テレビ、NHK教育）、UHF2局（KBS京都、テレビ大阪）に加えて、サンテレビも視聴できるようになった。

## 地理
枚方市南部の香里丘陵に位置し、香里ヶ丘8丁目付近の標高81.8mを頂点に西から東へ低くなるように平均50m前後の緩やかな起伏が連なる。戦時中はこの地形が爆風を防ぐ自然の土塁として機能する事を期待され、火薬工場である香里製造所が置かれた。丘陵は氷河期と間氷期に堆積した大阪層群と呼ばれる地層から成り、香里ヶ丘南公園でも見ることができる。東洋象の化石が発見されたのも香里団地の北に隣接する宮之下町からである。
香里丘陵に端を発する藤田川（）が敷地内を流れる。その流れは天の川を経て淀川に繋がる。
香里ヶ丘南公園には香里丘陵の自然が比較的残されている。香里ヶ丘南公園の他、桑ヶ谷公園、香里ヶ丘東公園にも見られるコナラ群落には、コナラ、アカマツを始め、アベマキ、アラカシ、ナマザクラ、エノキなどが見られる。

## 歴史

### 戦前
- 1939年 宇治火薬製造所香里工場として操業開始。
- 1942年 東京第二陸軍造兵廠香里製造所として独立。
- 1945年 終戦により香里製造所操業停止。

### 戦後
- 1952年 朝鮮戦争特需により火薬製造会社が旧香里製造所の払い下げを申請。住民の反対運動が起こる[10]。
- 1953年 旧香里製造所の再開中止決定[10]。
- 1955年 7月25日日本住宅公団設立[4]。
- 1956年 京都大学西山夘三研究室が基本設計を提案。
- 1957年 2月1日日本住宅公団に現物出資される。3月3日地鎮祭。
- 1958年 1月14日起工式、第一次入居募集開始[4]。10月1日枚方菊人形館で模型等展示、阪神百貨店など7デパートでモデルルーム・パネル等展示。11月AB地区入居開始。12月宅地分譲開始。枚方市役所香里ヶ丘支所開設。
- 1960年 「香里住宅団地計画」日本都市計画学会石川賞計画設計部門受賞。9月大丸ピーコック香里店開店、同店の第一号店。香里ヶ丘文化会議が結成、香里団地保育所設立の契機。
- 1961年 3月1日香里ヶ丘郵便局開局。4月以楽公園完成。枚方市立第四中学校開校
- 1962年 竣工完成。2月7日米国ロバート・ケネディ司法長官夫妻が視察のため来訪。4月枚方市立香里団地保育所開設。
- 1966年 ジャン＝ポール・サルトルとシモーヌ・ド・ボーヴォワールが香里団地居住の多田道太郎宅を来訪[11]。
- 1967年 高層棟D50棟完成。
- 1969年 4月1日枚方病児保育室開設。
- 1973年 香里ヶ丘郵便局新築移転。
- 1979年 香里ヶ丘図書館開館。
- 1984年 10月1日「香里団地の並木」が枚方八景に選定。
- 1991年 10月4日「いちょう通り」「けやき通り」が市の愛称道路に。

### 建替え事業後
- 1992年 香里団地再生グランドプラン策定、建替え事業開始。
- 1993年 香里こもれび水路完成。
- 1998年 10月香里ヶ丘みずき街（旧A地区）入居開始。
- 2001年 3月香里ヶ丘けやき東街（旧B地区）入居開始。9月民間事業者へ建替え対象地域の一部譲渡契約締結、共同分譲住宅建設を目的とするもので全国初の事例。
- 2003年 香里下水処理場跡に枚方市立南部市民センター（現南部生涯学習市民センター）が開設。
- 2006年 10月14日香里ヶ丘さくらぎ街（旧C地区）入居開始。12月11日香里ヶ丘郵便局建て替えにより移転。
- 2007年 枚方香里ヶ丘五郵便局建て替えにより移転。
- 2009年 香里が丘CORiO街開き。
- 2011年 3月CONOBA KOURIGAOKA街開き。
- 2018年 高層棟D50棟解体。3月香里ヶ丘図書館が建て替えのため休館。5月香里ヶ丘有恵会病院が宮之下町から新築移転。
- 2020年 7月香里ヶ丘図書館が建替開館[12]。

## 公共施設
- 枚方市役所香里ヶ丘支所
- 香里ヶ丘図書館
- 香里ヶ丘派出所
- 消防署（川越出張所）

## 銀行
- りそな銀行香里支店（香里ヶ丘三丁目）

かつては三井住友銀行香里ヶ丘支店が香里ヶ丘バス停近く（寝屋川市末広町）にあったが、2020年11月2日に香里支店（香里園駅前）に移転し（支店内支店化）ATMのみの店舗になっている。

## 郵便局
- 枚方香里ヶ丘郵便局
- 枚方香里ヶ丘五郵便局

## 商業施設

### 香里が丘CORiO
「香里ピーコック通り」を建て替える形で開業したショッピングセンター。主要テナントは以下の通り。
- 餃子の王将
- 珈琲館

### スーパーマーケットなど
- ピーコックストア香里ヶ丘店（旧大丸ピーコック香里店、2009年隣接地に新築移転）
- 万代香里ヶ丘店（2012年8月1日万代香里店が移転開店、旧こもれび生活館、旧香里ヶ丘公設市場）
- 食鮮館（旧スーパーラッキー）
- 香里ヶ丘トップワールド（旧香里ヶ丘トップセンター）
- コナミスポーツクラブ香里ヶ丘

### 飲食店
- 鎌倉パスタ枚方東香里店（2011年8月15日閉店）
- ベーカリーレストランサンマルク枚方香里園店（旧鎌倉パスタ枚方東香里店跡）

### 商店街
- 香里ヶ丘11番街（建て替えのため2007年閉鎖）
- ABCセンター
- コーキューセンター
- 香里ヶ丘Cセンター（建て替えのため2007年閉鎖、現香里ヶ丘有恵会病院）
- CONOBA KOURIGAOKA

## 教育

### 専修学校
- 香里ヶ丘看護専門学校

### 中学校
- 枚方市立第四中学校

### 小学校
- 枚方市立香里小学校
- 枚方市立開成小学校
- 枚方市立五常小学校
- 枚方市立香陽小学校

### 幼稚園
- 枚方市立香里幼稚園
- 勝山愛和香里ヶ丘幼稚園
- 香里ヶ丘幼稚園
- 聖母幼稚園 - 1994年4月休園、1998年3月閉園

### 学校教育以外の施設
研修施設
- 税務大学校大阪研修所

保育所
- 枚方市立香里団地保育所
- 枚方市立藤田川保育所
- 香里敬愛保育所
- 香里ヶ丘愛児園
- みずき敬愛保育園

公民館および類似施設
- 南部生涯学習市民センター
- 聖徳福祉文化会館（建て替えのため2018年閉鎖）

## 病院・診療所
- 京阪奈病院新香里診療所（旧新香里病院） - 2006年8月31日閉所
- 香里ヶ丘有恵会病院
- いとう耳鼻咽喉科
- きたやま内科クリニック
- 三上内科
- 堤診療所分院
- 保坂小児クリニック
- おがた小児科（枚方公園へ移転）
- ミヤケ歯科医院

## 公園
- （第1号公園）香里ヶ丘中央公園 - 香里ヶ丘四丁目
- 香里ヶ丘南公園 - 香里ヶ丘十丁目
- （第3号公園）観音山公園 - 香里ヶ丘四丁目
- （第4号公園）南谷公園 - 香里ヶ丘九丁目
- （第5号公園）蹉跎（さだ）山公園 - 香里ヶ丘八丁目
- （第6号公園）香里ヶ丘西公園 - 香里ヶ丘七丁目
- （第7号公園）北谷公園 - 香里ヶ丘七丁目
- （第8号公園）桜公園 - 香里ヶ丘二丁目
- （第9号公園）開成公園 - 香里ヶ丘二丁目
- （第10号公園）香里ヶ丘東公園 - 香里ヶ丘三丁目
- （第11号公園）桑ヶ谷公園 - 香里ヶ丘一丁目
- （第12号公園）末広公園 - 香里ヶ丘八丁目
- （第13号公園）淀見公園 - 香里ヶ丘八丁目
- 伊加賀山公園 - 香里ヶ丘六丁目
- 五常公園 - 香里ヶ丘六丁目
- 観月公園 - 香里ヶ丘十丁目
- 以楽苑 - 香里ヶ丘六丁目

（）内は建て替え前の比較的古い地図での表記。

## 交通
団地内の幹線道路として、東西に新香里北線、新香里中央線（けやき通り）、南北に山之上高田線・新香里高田線、枚方新香里線、中振交野線（いちょう通り）が通る。戦時中、片町線星田駅から香里製造所へ引込み線が敷設され、火薬や砲弾が鉄道輸送された。団地内の幹線道路はその鉄道網跡が整備されたものである。
引込み線跡には京阪バス枚方営業所香里団地支所（2002年に交野営業所香里団地支所に改組）が設置された。団地内の幹線道路を経由し、京阪電車枚方市駅、枚方公園駅、光善寺駅、香里園駅とバスで10分から20分（平常時）の時間で結ばれている。かつては枚方市駅行きの直通便、阪急高槻市駅行きやダイエー香里店行きの便も設けられていた（ただし阪急高槻行きは高槻営業所管轄であった）。なお、香里団地営業所は2022年3月31日に廃止され、管轄路線は交野営業所に移管されている。
団地内のバス停は、桑ヶ谷、香里橋、藤田川、香里ヶ丘三丁目、新香里、香里ヶ丘九丁目、香里ヶ丘十丁目、香里小学校前、香里ヶ丘、開成小学校前、五本松、香里ヶ丘七丁目、公孫樹通、香里ヶ丘五丁目、香里ヶ丘六丁目、香里ヶ丘八丁目、八丁目北、淀見公園。香里ヶ丘八丁目を経由する経路以外は全て大型バスが運行している。枚方市駅や枚方公園駅へは途中で国道1号線の高架と交差しており、香里園駅へは駅周辺の道路が狭い事も起因し、ラッシュ時には顕著な渋滞で所要時間が大幅に超過する問題が有る。
また、京阪バス以外に当団地各地と地区内の商業施設・医療機関・郵便局を結ぶ「おり姫ひこ星送迎サービス」も運行されている。利用対象は、事前登録を行った65歳以上の者としており、デマンド式で乗車・降車停留所間を最短ルートで結ぶタイプとなっている。車両は電動の自転車タクシーを使用し、運賃は無料である。

## 名所・旧跡
- 枚方八景「香里団地の並木」
- 愛称道路「けやき通り」
- 愛称道路「いちょう通り」
- 以楽苑 - 重森三玲設計の日本庭園
- 中山観音寺跡 牛石（観音山公園） - 枚方市と交野市の七夕伝説での「牽牛」。天の川を挟み交野市の織物神社「織姫」と遠く向かい合っている
- 東京第二陸軍造兵廠香里製造所第三汽缶場跡煙突（妙見山配水場内）